# 林巧
林 巧（はやし たくみ、1961年  - ）は、日本の小説家、妖怪研究家。大阪府生まれ。

## 略歴
小学校6年生で、筒井康隆の主宰するSF同人誌『ネオ・ヌル』に参加。大阪府立北野高等学校卒業。慶應義塾大学文学部卒業。
雑誌編集者を経てフリーに。おばけと音楽と人をもとめて、アジアの都市やジャングルを旅する。水木しげるに見出されマレー半島、ボルネオ島に妖怪探索の旅に参加し、さらに1996年に開催された「第1回世界妖怪会議」にパネリストとして参加。1998年には筒井康隆の賛辞を得て、初の長編幻想音楽小説『世界の涯ての弓』（講談社）を発表。

## 長編小説
- アジアおばけ旅行  1996年7月、 講談社(講談社KK文庫/児童書)
- 世界の涯ての弓 1998年8月、講談社 (Mephisto club)
- 亜洲魔鬼行（アジアン・ゴースト・ロード）2000年12月、 角川書店  (角川ホラー文庫)
- ピアノ・レッスン 2007年5月、角川書店 (角川ホラー文庫)

## 連作短編小説
- 斃れぬ命 : 老林亜洲妖怪譚  2001年6月、角川書店（季刊「怪」角川書店 第壱号1998年3月～第拾号2001年1月への連載「老林亜洲妖怪譚」に書き下ろし一篇を加えた単行本。収録短編は「飛ぶ首」「生きる骸（むくろ）」「家に寓（お）るもの」「遊ぶ泥人形」「越えられない閾（しきい）」「零（こぼ）れる目玉」「輪のなかのとき」「斃（たお）れぬ命」「白くて長い霊（たま）」「動きだす絵」「香港の棺桶屋」）

## 短編小説（単行本未収録）
- 「祝福の緑ワイン」1999年4月、光文社（女性自身）
- 「栄曜邸の娘の魂が抜けた話」2003年6月、早川書房（SFマガジン）
- 「レン・ヤップ號の最後の夜明け」2003年11月、早川書房（SFマガジン）
- 「ココヤシ」2003年12月、光文社(井上雅彦 編『異形コレクション・アジアン怪綺』光文社文庫)
- 「香港の観覧車」2004年4月、光文社（以下編者同じ『異形コレクション・黒い遊園地』光文社文庫）
- 「百七十三階のラフレシアが咲いた」2004年11月、早川書房（SFマガジン）
- 「路環(コロアネ)島の冒険」2005年4月、光文社（『異形コレクション・魔地図』光文社文庫）
- 「カラス書房」2007年12月、光文社（『異形コレクション・ひとにぎりの異形』光文社文庫）
- 「エイミーの敗北」2008年7月、光文社（『異形コレクション・未来妖怪』光文社文庫）
- 「エイミーの敗北（再録）」2009年6月、東京創元社（大森望・日下三蔵 編『年刊日本SF傑作選 超弦領域』創元SF文庫 ）
- 「ピアノのそばで」2011年8月、勁草書房（管啓次郎・野崎歓 編『ろうそくの炎がささやく言葉』）

## ノヴェライズ
- ダブル・ビジョン 2003年5月、角川書店（角川ホラー文庫）（陳國富監督、台湾映画）
- スリー/臨死　2004年4月、角川書店（角川ホラー文庫）（韓国、タイ、香港、若手監督3作品のオムニバス映画）
- 予言　2004年9月、角川書店（角川ホラー文庫 J-horror theater）（鶴田法男監督、日本映画）
- ノロイ : 小林雅文の取材ノート　2005年7月、角川書店（角川ホラー文庫）（白石晃士監督、日本映画）
- 叫（さけび）　2007年1月、角川書店（角川ホラー文庫）（黒澤清監督、日本映画）
- ラスト・ブラッド　2009年5月、角川書店（角川ホラー文庫）（クリス・ナオン監督、フランス・香港、共同制作映画）

## エッセイ
- 「上海・旋律の惑い」2001年11月、アトリエOCTA（『幻想文学』62号)
- 「仄かなる紅燭のもとで」2003年7月、アトリエOCTA（『幻想文学 』67号)

## 紀行
- マカオ発楽園行き : 香港・マカオ・台北物語 1999年3月、講談社（講談社文庫）
- アジア夜想曲 : 旅で出合った忘れられない風景 2000年7月、光文社（智恵の森文庫）
- チャイナタウン発楽園行き : イースト・ミーツ・ウエスト物語  2000年10月、講談社（講談社文庫）
- エキゾチック・ヴァイオリン : アジアの響きをめぐる旅 2001年12月、光文社（智恵の森文庫）

## 妖怪紀行
- アジアおばけ街道 : ガイドブックが教えてくれない 1994年8月、扶桑社
- アジアおばけ諸島 1995年8月、同文書院  (Fun books)　（のち『アジアもののけ島めぐり : 妖怪と暮らす人々を訪ねて』と改題して1997年5月、同文書院から再刊、1999年5月に光文社文庫。光文社文庫版は『アジアおばけ諸島』から巻末に入っていた水木しげるの解説「おばけは〝霊〟である」に加え、京極夏彦の解説「その新しい地図に日本はあるか？」が新たに加わり、横尾忠則がカバーデザインを手がけるという豪華さだった）
- 「京の呪詛、丑の刻参りの原風景を歩く」1999年7月、同朋舎（『ワールド・ミステリー・ツアー13 京都篇』）
- 「生死異路、香港の鬼に惑う」1999年12月、同朋舎（『ワールド・ミステリー・ツアー13 アジア篇』）
- 「沖縄の妖怪、キジムナー一族と出会う」2000年7月、同朋舎（『日本怪奇幻想紀行 一之巻 妖怪/百鬼巡り』）

## 食
- B級グルメ伝説 1996年12月、扶桑社(『dancyu』『文藝春秋』『日経エグゼクティブライフ』に掲載された食にまつわる記事を加筆再編）
- 「私のご飯茶碗」2004年10月～2006年1月、プレジデント社（『dancyu』連載　/さまざまな仕事をもつプロに食への考えと経験を語らせる対談。対談者は内藤剛志、糸井重里、草刈民代、水木しげる、大塚範一、塩川正三郎、野口健、ケイコ・リー、安部譲二、渡辺えり子〈対談時の名前〉、アニマル浜口、諏訪内晶子、梅沢由香里、仲道郁代、佐野眞一）

## 批評
- 「死んでも討たれてやらぬ敵討ち、討たぬなら討たせてみせよう敵討ち」「時空を超えて口を開けるファンタジー」1996年12月、宝島社（『別冊宝島289 この時代小説を読まずに死ねるか』）
- 「あらかじめ裏切られた〈レプリカント＝人造人間〉」「ゴースト・ストーリーの天と地」1999年9月、宝島社（『別冊宝島457 もっと知りたい ホラーの愉しみ！』）

## 文庫解説
- 「湖上にて～男ふたりの噂話」1999年6月、講談社（岸本葉子『旅はお肌の曲がり角』講談社文庫）
- 「物語と事実の谷間を流れる水について」2001年8月、岩波書店（今福龍太『荒野のロマネスク』岩波現代文庫）
- 「物語と外国語と旅---そして、ささやかな日常とビール」2021年4月、新潮社（黒田龍之助『物語を忘れた外国語』新潮文庫）